# Пироговские чтения
Пироговские чтения — собрания врачей различных специальностей для обсуждения научных и практических вопросов медицины и здравоохранения, проводимые в память о выдающемся русском враче Пирогове Н. И.

## История и организация
Инициатором организации Пироговских чтений считается Президиум Академии медицинских наук СССР и Всесоюзное общество хирургов.
Первые Пироговские чтения состоялись в декабре 1954 года в Москве и были организованы Президиумом АМН СССР и правлением Всесоюзного общества хирургов. До 1983 года эти мероприятия проводились в ноябре-декабре ежегодно, затем, в связи со сложной политической и социально-экономической обстановкой в стране, они прекратились.
По мере укрепления авторитета и значимости Пироговских чтений к организации этих мероприятий, кроме Академии медицинских наук и Всесоюзного общества хирургов, подключались Министерство здравоохранения СССР, другие медицинские общества, администрации учебных и научных институтов, местные административные органы областей и городов, где проводились чтения. Рабочую группу по организации Пироговских чтений возглавляла Пироговская комиссия в составе восьми человек, как правило, высших должностных лиц Академии медицинских наук, Министерства здравоохранения, наиболее авторитетных работников здравоохранения, учёных, педагогов.
Первоначально проводились на базе медицинских научно-исследовательских и учебных институтов в городах, связанных с жизнью и деятельностью Н. И. Пирогова (Москва, Винница, Санкт-Петербург, Тарту, Одесса). Международно признанным местом проведения Пироговских чтений считается Винница (Украина). По инициативе заместителя Министра здравоохранения СССР И. Г. Кочергина с декабря 1963 года Пироговские чтения стали проводиться в городах страны, научных и медицинских центрах, не связанных с деятельностью Пирогова (Свердловск, Минск, Волгоград, Тбилиси, Воронеж, Иваново, Горький, Пермь, Махачкала).
Проходили в различном организационном формате — от научных собраний и научно-практических конференций до уровня международных научных конгрессов. В связи со значительным числом участников подразделялись на рабочие секции по темам и направлениям обсуждения. В рамках Пироговских чтений проходили съезды врачей разных специальностей. 

## Современное положение
Пироговские чтения возобновились в 1995 году в Виннице (Украина) по инициативе учёного совета Винницкого Национального медицинского университета им. Н. И. Пирогова. Прошедшие с 1983 года политические изменения, привели к образованию из бывших республик СССР новых государств, изменился и статус чтений. В настоящее время Пироговские чтения стали международными.
Значение Пироговских чтений возросло до уровня важного государственного мероприятия. На открытии присутствует глава правительства Украины, с приветствием к участникам обращается Президент Украины.

### Даты проведения
- 12-13 октября 1995 года «I Пироговские чтения»;
- 3-4 июня 2004 года «II Пироговские чтения»;
- 5-6 октября 2006 года «ІІІ Международные Пироговские чтения».

После «III Международных Пироговских чтений» была принята периодичность проведения Пироговских чтений в Виннице — раз в четыре года.
В Виннице на базе Национального медицинского университета им. Н. И. Пирогова со 2 по 5 июня 2010 года прошёл научный конгресс «IV Международные Пироговские чтения». В конгрессе принимали участие ученые из 26 стран Европы, Азии и Африки. Столицу Российской Федерации представляли делегации Национального медико-хирургического Центра им. Н. И. Пирогова, Российского государственного медицинского университета им. Н. И. Пирогова, Московского медико-стоматологического университета.
В 2014 году вследствие неблагоприятной общественно-политической обстановки на Украине, связанной с вооружённым конфликтом на востоке страны (так называемой «антитеррористической операцией», АТО) очередные Пироговские чтения не проводились.
Вместе с тем Пироговские чтения проводятся и в Российской Федерации. Кроме общегосударственных, имеются и региональные Пироговские чтения(Оренбург, Махачкала и др.) Наряду с врачебными, известны Пироговские чтения медицинских сестёр, студенческие и даже школьные Пироговские чтения.